# Mélissa Laveaux
Pour les articles homonymes, voir Laveaux.
Mélissa Laveaux est une autrice-compositrice-interprète canadienne ayant acquis la nationalité française en 2019. Sa musique est teintée d'influences haïtiennes, pays dont ses parents sont originaires, ainsi que de blues et de folk. Elle écrit et chante en trois langues : l'anglais, le français, et le créole haïtien.
Après avoir signé chez No Format!, un label français en 2007 et y voir réaliser 3 albums, Mélissa a monté son propre label en 2022 : Twanet avec lequel elle a produit son dernier album Mama Forgot Her Name Was Miracle.

## Biographie
Née à Montréal le 9 janvier 1985 de parents haïtiens immigrés, Mélissa Michelle Marjolec Laveaux grandit à Ottawa en Ontario, dans un univers bilingue, et doit tenter de s'intégrer à ce nouvel environnement, sans rien abandonner pour autant de sa culture d'origine, créole et francophone. Son père lui offre une guitare acoustique à treize ans. Sa culture musicale grandit au fil des années, à commencer par l'univers musical créole (Martha Jean-Claude), la chanson française (Georges Brassens), la folk canadienne (Joni Mitchell), de figures du jazz vocal afro-américain (Nina Simone, Billie Holiday), ainsi que de nombreuses chanteuses ayant ouvert la voie et marqué la musique, comme la Canadienne Lhasa, la Cap-Verdienne Cesária Évora, l'islandaise Björk. Elle intègre également à Ottawa le milieu "punk-fém"
En parallèle de son intérêt et son implication grandissante dans la musique, elle poursuit ses études, étudiant en « éthique et société » à l’Université d’Ottawa. Elle y obtient en juin 2008 son baccalauréat universitaire, correspondant en France à la licence.

## Carrière
En 2007, elle est lauréate de la Bourse Musicien offerte par la Fondation Lagardère. Après une auto-production Camphor & Copper en 2006, elle participe à plusieurs festivals importants dont le Festival international de Jazz de Montréal 2007, puis d'autres en France (Festival du bout du monde 2008, Printemps de Bourges 2009, Sakifo Musik Festival 2009),.

### Premier album:Camphor & Copper(2008)
Son premier album, Camphor & Copper est sorti en novembre 2008 sur le label No Format!. Elle le qualifie de « folk blues à la rythmique haïtienne ». En juillet 2006, Mélissa Laveaux avait déjà sorti un opus du même nom, sur son label indépendant Malleable Records. Grâce à la bourse de la Fondation Lagardère et au soutien du label No Format!, une version professionnelle aboutit l'année d'après. L'album est fait de ses propres compositions, ainsi que de deux reprises, Needle in the Hay (Elliott Smith) et I Want to Be Evil (L. Judson - R. Tyler). Coproduit par elle-même, Rob Reid et Lisa Patterson, il a été enregistré principalement à Toronto par Lisa Patterson au studio Imaginit Music, sauf Akeelah's Heel enregistré par Bénédicte Schmitt au Labomatic studios à Paris, et Dodo Titit enregistré par MaJiKer dans son studio. En novembre 2009, trois titres ont été ajoutés en bonus à l'album digital : Les Cendres, First Class, et Crazy in Love de Beyoncé, produit par Mocky.
Entre 2008 et 2011, elle tourne régulièrement en Europe, au Canada et au Japon. Elle se produit en formation rock, avec guitare électrique (Gautier Vizioz), guitare basse (Élise Blanchard), claviers (Nicolas Liesnard) et batterie (Anne Paceo).

### Deuxième album:Dying is a Wild Night(2013)
En 2012, elle travaille avec le trio de réalisateurs français Les Jazz Basterds, Ludovic Bruni, Vincent Taeger (de Poni Hoax) et Vincent Taurelle (claviers pour Air), sur un second opus qui sort en février 2013. L'album est intitulé Dying is a Wild Night. Il est emprunté d'une citation d'Emily Dickinson : « Mourir est une nuit sauvage, une nouvelle voie. » Le premier single, Postman, est diffusé en décembre 2012.
En 2013, son single Triggers relate un amour lesbien qui finit mal (Mélissa Laveaux est ouvertement lesbienne). La réalisation du clip est confiée à Terence Nance.

### Troisième Album:Radyo Siwèl(2018)
En 2018, la chanteuse sort un nouvel album Radyo Siwèl, son premier exclusivement en créole, quand les deux précédents mélangeaient anglais et français. Élevée dans une ville anglophone, Mélissa Laveaux n’a pas appris le créole. Elle raconte qu’elle n’en entendait que des bribes, grâce à des conversations entre sa mère et ses tantes,,,. Mélissa Laveaux pioche dans le folklore haïtien, colporté à l’origine par des orchestres ambulants et réactualisé lors des carnavals. Elle a choisi des chants de résistance du début du XXe siècle, quand la première République noire était sous domination américaine, entre 1915 et 1934. L'artiste explique la signification du titre Radyo Siwèl dans un entretien : « La cirouelle est une prune que l'on mange en Haïti. Et puis la radio, parce que c'est un très bon moyen de transmission. »
Depuis la sortie de ce dernier opus, Melissa Laveaux, est très sollicitée par des festivals importants comment le Cully Jazz Festival (2018), en Suisse, le Festival Musiques Métisses (2018), les Suds en France, entre autres,,.
Elle co-interprète la chanson Noël Lougawou avec Pierre Lapointe sur l'album de ce dernier Chansons hivernales sorti en 2020. La même année, elle participe au titre Seuls et vaincus de Gaël Faye.

### Quatrième album:Mama Forgot Her Name Was Miracle(2022)
En Mars 2022, elle sort son 4e album Mama Forgot Her Name Was Miracle dans lequel elle rend hommage à différents personnages oubliés par l'histoire. Son album explore 12 figures historiques féministes, ou membres de la communauté LGBTQIA+ tous à ses yeux faiseurs de miracles. Sont ainsi explorés Harriet Tubman, Jackie Shane, Audre Lorde, Helen Stephens, la figure mythique Lilith, La Papesse Jeanne, Ching Shih, Alice Walker, James Baldwin, Faith Ringgold, Ana Mendieta ou encore Alexis Pauline Gumbs.

## Discographie
Mélissa Laveaux a sorti plusieurs disques,, dont :

### Albums
- 2008 : Camphor & Copper[22]

| #   | Titre                       | Compositeur(s)  | Durée |
| --- | --------------------------- | --------------- | ----- |
| 1.  | Scissors                    | Mélissa Laveaux | 3:09  |
| 2.  | My Boat                     | Mélissa Laveaux | 4:20  |
| 3.  | Chère Trahison              | Mélissa Laveaux | 2:48  |
| 4.  | Ulysses                     | Mélissa Laveaux | 3:22  |
| 5.  | Interlude Haïti             | Mélissa Laveaux | 0:14  |
| 6.  | Koudlo                      | Mélissa Laveaux | 4:09  |
| 7.  | Dodo Titit                  | Mélissa Laveaux | 2:19  |
| 8.  | Needle In The Hay           | Elliott Smith   | 3:25  |
| 9.  | Interlude Voyeur            | Mélissa Laveaux | 0:22  |
| 10. | Games Of Unrest             | Mélissa Laveaux | 3:48  |
| 11. | Akeelah'S Heel              | Mélissa Laveaux | 5:32  |
| 12. | I Want To Be Evil           | Mélissa Laveaux | 3:53  |
| 13. | Les Cendres - Version Bonus | Mélissa Laveaux | 3:13  |
| 14. | First Class - Version Bonus | Mélissa Laveaux | 3:31  |

- 2013 : Dying is a Wild Night[23]

| #   | Titre           | Compositeur(s)                                                   | Durée |
| --- | --------------- | ---------------------------------------------------------------- | ----- |
| 1.  | Postman         | Mélissa Laveaux                                                  | 3:38  |
| 2.  | Hash Pipe       | Rivers Cuomo                                                     | 2:39  |
| 3.  | Dew Breaker     | Mélissa Laveaux                                                  | 3:42  |
| 4.  | Pretty Girls    | Mélissa Laveaux                                                  | 2:34  |
| 5.  | Triggers        | Ludovic Bruni, Mélissa Laveaux, Vincent Taeger, Vincent Taurelle | 3:18  |
| 6.  | Sweet Wood      | Ludovic Bruni, Mélissa Laveaux, Vincent Taeger, Vincent Taurelle | 3:07  |
| 7.  | Generous Bones  | Mélissa Laveaux                                                  | 2:37  |
| 8.  | Move On         | Ludovic Bruni, Mélissa Laveaux, Vincent Taeger, Vincent Taurelle | 3:30  |
| 9.  | Piebwa          | Mélissa Laveaux                                                  | 2:39  |
| 10. | Cart Sans Horse | Mélissa Laveaux                                                  | 3:55  |
| 11. | Calvatious      | Ludovic Bruni, Mélissa Laveaux, Vincent Taeger, Vincent Taurelle | 3:21  |

- 2018 Radyo Siwèl[24]

| #   | Titre                  | Compositeur(s)                | Durée |
| --- | ---------------------- | ----------------------------- | ----- |
| 1.  | Lè ma monte chwal mwen | Traditionnel                  | 3:38  |
| 2.  | Nan fon bwa            | Frantz Casseus                | 2:39  |
| 3.  | Angeli-ko              | Auguste L'instant de Pradines | 3:42  |
| 4.  | Kouzen                 | Traditionnel                  | 2:34  |
| 5.  | Simalo                 | Traditionnel                  | 3:18  |
| 6.  | Jolibwa                | Mélissa Laveaux               | 3:07  |
| 7.  | Tolalito               | Traditionnel                  | 2:37  |
| 8.  | Twa fey                | Mélissa Laveaux               | 3:30  |
| 9.  | Legba na konsole       | Traditionnel                  | 2:39  |
| 10. | Lasirèn labalèn        | Mélissa Laveaux, Traditionnel | 3:55  |
| 11. | Nibo                   | Ludovic Lamothe               | 3:21  |
| 12. | Panama mwen tombe      | Traditionnel                  | 3:55  |

- 2022 Mama Forgot Her Name Was Miracle[18]

| #   | Titre                            | Compositeur(s)   | Durée |
| --- | -------------------------------- | ---------------- | ----- |
| 1.  | Half a Wizard, Half a Witch      | Mélissa Laveaux  | 3:58  |
| 2.  | Fire Next Time                   | Mélissa Laveaux  | 3:27  |
| 3.  | Lilith (feat. Oxmo Puccino)      | Mélissa Laveaux  | 4:03  |
| 4.  | Papessa                          | Mélissa Laveaux, | 4:24  |
| 5.  | La Baleine                       | Mélissa Laveaux  | 3:47  |
| 6.  | Rosewater (feat. November Ultra) | Mélissa Laveaux  | 3:59  |
| 7.  | Tears                            | Mélissa Laveaux  | 1:38  |
| 8.  | Ching Shih                       | Mélissa Laveaux  | 3:05  |
| 9.  | Gee's Bend                       | Mélissa Laveaux  | 3:27  |
| 10. | Storm Helen Storm Caster         | Mélissa Laveaux  | 3:52  |
| 11. | 7Sisters                         | Mélissa Laveaux  | 3:06  |
| 12. | Faith Meets Ana                  | Mélissa Laveaux  | 3:36  |
| 13. | Jackie                           | Mélissa Laveaux  | 4:43  |

### Singles
- 2015 : Le Roi Des Forêts / Claire Diterzi + Melissa Laveaux, Generous Bones ,Radio France
- 2018 : Angeli-Ko, No Format
- 2019 : Golden Solitude / Rone, Melissa Laveaux, Infiné, No Format
- 2019 : Nan Pwen Lavi Ankò, Twanèt

- 2023 : Balèn / Melissa Laveaux & Pierre Lapointe[25]

### Participations
- 2020 : Noël Lougawou sur l'album Chansons hivernales de Pierre Lapointe
- 2015 : Little Cake, sur l'album Low fidelity de Tom Fire[26]
- 2020 : Seuls et vaincus, sur l'album Lundi méchant de Gaël Faye

## Filmographie
- 2019 : L'Âcre Parfum des immortelles de Jean-Pierre Thorn (voix)